# Przestrzeń dospołeczna
Przestrzeń dospołeczna - termin z zakresu proksemiki i komunikacji niewerbalnej. Wprowadzono go do psychologii społecznej po badaniach w szpitalach psychiatrycznych, dzięki którym odkryto, że sposób zorganizowania przestrzeni wpływa na przyspieszenie (przestrzeń dospołeczna) bądź opóźnienie (przestrzeń odspołeczna) szybkości zdrowienia pacjentów.
Przestrzeń dospołeczna to taka, która skłania ludzi do kontaktowania się ze sobą, rozmowy, wydłużania kontaktu. Na takie zachowania wpływa m.in. umeblowanie, kolory i przestrzenne zorganizowanie tej przestrzeni (zobacz też: przestrzeń półtrwała).
Przestrzeń jest dospołeczna, gdy nie jest pusta, ale także nie jest przeładowana przez bodźce (wzrokowe, słuchowe). Jest raczej przyciemniona niż jasna, ale nie jest ciemna. Daje poczucie komfortu oraz intymnej atmosfery. Skłania ludzi do skracania odległości między sobą (zobacz też: dystanse personalne), nachylania się do siebie (zobacz: postawa ciała), nie wzbudza potrzeby odsunięcia się.

## Przykłady przestrzeni dospołecznej

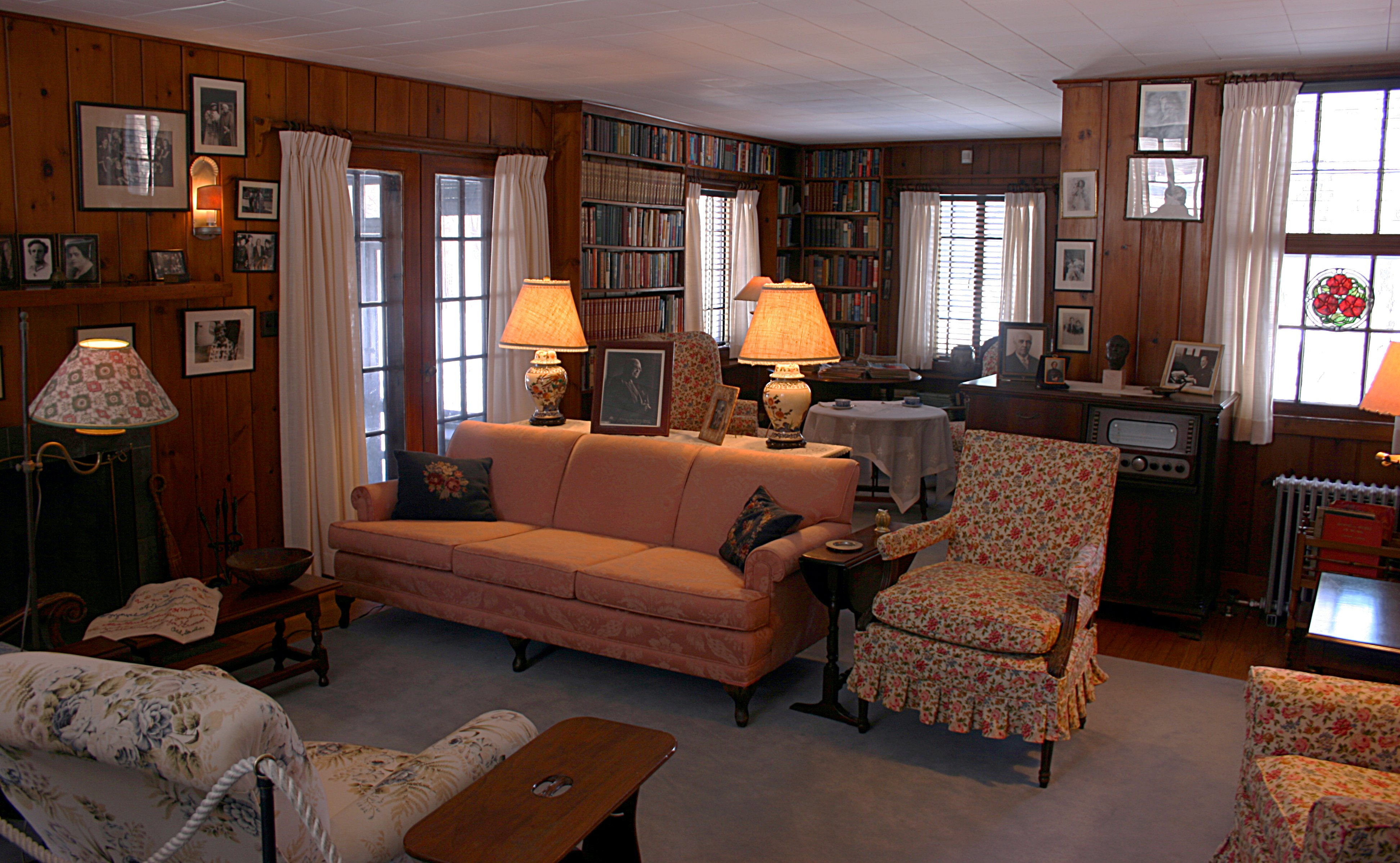
Przestrzeń dospołeczna.

- Małe, kameralne pomieszczenia, w których ludzie nie czują się obserwowani przez innych - np. kawiarnia z parawanami i małymi stolikami.
- Pomieszczenia w których panuje półmrok.
- Pomieszczenia z wieloma zakamarkami, niszami, miejscami do siedzenia, sprawiające wrażenie przytulnych i bezpiecznych.
- Pomieszczenia wypełnione osobistymi przedmiotami, takie w których jest bogata dekoracja.
- Miękkie, wygodne miejsca do siedzenia, sprawiające wrażenie solidnych, grubych, miękkich (lecz nie takie, na których ludzie mają uczucie zapadania się).

## Czynniki nadające przestrzeni charakter dospołeczny

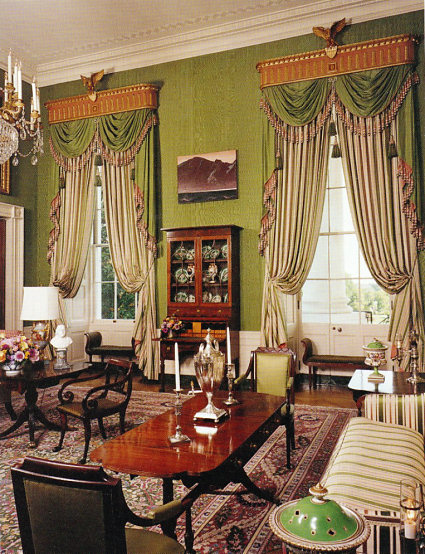
Przestrzeń o charakterze dospołecznym.

Elementy przestrzeni decydujące o tym, że przestrzeń przyjmie charakter dospołeczny:
- niski sufit - ludzie spostrzegają pomieszczenia z wysokimi sufitami jako zimniejsze i mniej przytulne niż te w których powała jest względnie nisko.
- jasność pomieszczenia - generalnie ciemne pomieszczenia.
- takie pomieszczenia, które nie sprawiają wrażenia sterylnych i skrajnie uporządkowanych lecz jednocześnie nie ma w nich chaosu, bałaganu czy nieprzyjemnego, dusznego zapachu.
- ubarwienie pomieszczenia w kolorach pastelowych i raczej złamanych barwach (brąz, ciemna żółć, pastele).
- wypełnienie pomieszczeń osobistymi przedmiotami, które pozwalają zrozumieć jaka osoba je zasiedla.
- meble sprawiające wrażenie solidnych i stabilnych (np. grube obicia, grube nogi, raczej meble niskie niż wysokie, pod warunkiem, że są wygodne.)

W pewnym stopniu sposób zorganizowania przestrzeni jest zależny od cech osobowości i preferencji ludzi, którzy ją zajmują (więcej zobacz też: przestrzeń półtrwała). Jednocześnie jednak sposób zorganizowania tej przestrzeni wpływa na to, jak ludzie będą się w niej czuli oraz jak będą się w niej zachowywali. Zależność między cechami osobowości i preferencjami a zachowaniami jest tutaj dwustronna (zorganizowanie przestrzeni wpływa na zachowania i nastroje ludzi a nastroje i cechy osobowości wpływają na to jak ludzie organizują przestrzeń wokół siebie). Wpływając na sposób zorganizowania przestrzeni można kierować tym, jak ludzie będą się w niej czuli:
- ludzkie mieszkania mogą być tak urządzone, że będą sprawiać wrażenie dospołecznionej lub odspołecznionej przestrzeni. Podobnie można zorganizować sklepy, biura, miejsca pracy, koncertów, sale restauracyjne bądź kawiarnie, zakłady usługowe itp.
- na planach filmowych manipuluje się przestrzenią po to, aby dać wrażenie chłodu i obcości lub przytulność.
- politycy organizują przestrzeń w której są filmowani tak, aby dodawała im "swojskości" lub "autorytetu" (przykłady zobacz: postawa ciała).